# 十月村區 (漢特-曼西自治區)

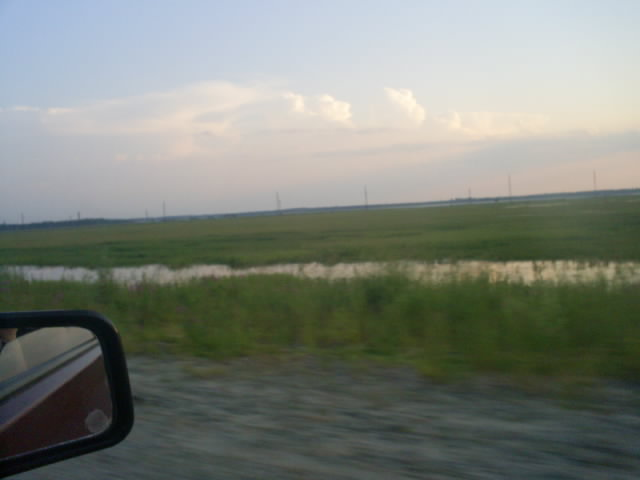

62°27′N 66°04′E / 62.450°N 66.067°E
十月村區（俄语：Октябрьский район），是俄羅斯的一個區，位於該國中部，由漢特-曼西自治區負責管轄，面積24,500平方公里，2010年人口32,224，人口密度每平方公里1.32人。